# تترااتیلن گلیکول دی‌متیل اتر
تترااتیلن گلیکول دی‌متیل اتر (به انگلیسی: Tetraethylene glycol dimethyl ether) یک ترکیب شیمیایی با شناسه پاب‌کم ۸۹۲۵ است. شکل ظاهری این ترکیب، مایع بی‌رنگ است.